# Museu Palthehof
El Museu Palthehof és un museu que es troba a Nieuwleusen (Països Baixos). El nom ve de la família Palthe i es troba al bosc dels Palthe, al sud del poble. Va obrir les portes el 3 d'abril de 1998 per l'associació Historische Vereniging Ni'jluusn van vrogger. Diferents objectes s'han donat a l'associació des de la fundació el 1982 i ara estan exposats al museu.
La família Palthe va ser terratinent a Nieuwleusen fins al 1928. Al museu hi ha sobretot objectes de Nieuwleusen i al voltant. Hi ha una col·lecció permanent i col·leccions variades. Tenen molts objectes d'Union, la fàbrica de bicicletes, que es trobava abans al poble. També hi ha un espai amb un típic local d'escola i una cuina de pagès.